# Morten Wieghorst
Morten Wieghorst (født 25. februar 1971) er en tidligere landsholdsspiller i fodbold og nuværende assisterende landstræner for det danske fodboldlandshold. 
Han har tidligere været assistent for Michael Laudrup i Swansea og tidligere i AGF, hvorfra han blev fyret den 5. december 2015 grundet dårlige resultater. Han blev siden cheftræner i AaB fra starten af januar 2017 frem til slutningen af november 2018, hvor han blev afskediget.
I sin aktive karriere spillede Wieghorst alle de centrale pladser på banen. Han spillede især på den centrale midtbane, men kunne også spille i centerforsvaret og på både den defensive og den offensive midtbane. Han var særdeles stærk i hovedspillet i kraft af sin gode timing, sin stærke fysik og sine 191 cm.

## Klubkarriere
I 1990 blev Wieghorst pokalvinder med Lyngby Boldklub, og i 1992 var han på det måske bedste Lyngby-hold i nyere tid (sammen med prominente spillere som Henrik 'Store' Larsen, Peter Nielsen, Per Pedersen, Flemming Christensen, Henrik Risom, Johnny Vilstrup, John Helt, Claus Christiansen, Torben Frank og brødrene Allan og Hasse Kuhn) med til at sikre klubben dens seneste danmarksmesterskab. Herefter rejste han til Skotland og fortsatte karrieren i Dundee FC. Wieghorst debuterede for landsholdet i august 1994, da han blev sendt på banen efter pausen i en venskabskamp mod Finland. Han scorede det afgørende mål til 2-1.
Wieghorst var også en del af det danske landshold, som vandt Confederations Cup 1995 i Saudi-Arabien. Her erstattede han den skadede anfører, Michael Laudrup, i 2-0 finalesejren over Argentina.

### Celtic FC
I sommeren 1995 skiftede han til storklubben Celtic FC. En serie af skader vanskeliggjorde hans to første sæsoner i klubben, hvilket også skånede ham for deltagelse i Danmarks lettere mislykkede deltagelse i EM-slutrunden 1996. Men i 1997-98-sæsonen spillede han 31 af 36 ligakampe og hjalp Celtic til det 36 nationale mesterskab – det første efter en serie på 9 mesterskaber i træk af Glasgow Rangers, som blandt andre havde Brian Laudrup i spillerstaben.
Herefter gjorde han comeback på landsholdet og kom med til VM-slutrunden 1998, hvor Danmark, som sit hidtil bedste resultat nogensinde, nåede kvartfinalen og først måtte rejse hjem efter et 3-2-nederlag til de senere sølvvindere fra Brasilien i en jævnbyrdig og flot spillet kamp. Wieghorst blev i den uafgjorte puljekamp (1-1) mod Sydafrika skiftet ind i det 82. minut og 3 minutter senere udvist af dommeren John Toro Rendón, som leverede en meget kritiseret indsats i netop den kamp. Wieghorst spillede tre kampe under VM.
Halvandet år senere blev Wieghorst den første og hidtil eneste danske landsholdspiller med to udvisninger på scorekortet, da han ved sin anden advalsel i kampen blev vist ud i det 80. minut af den sidste EM-kvalifikationspuljekamp mod Italien. Wieghorst var blevet skiftet ind i 52. minut og havde udlignet til 2-2 i det 57. Danmark vandt 3-2 og fik således andenpladsen i puljen og kvalificerede sig siden til EM 2000 gennem to playoff-kampe, som Danmark vandt med sammenlagt 8-0 mod Israel.
Det sjældne Guillain-Barrés syndrom holdt Wieghorst ude af spillet i mere end et år, før han gjorde et populært comeback i en Scottish Cup-kamp november 2001. De fleste havde afskrevet hans karriere, da han endelig blev sygdommen kvit.

### Brøndby IF
Et halvt år senere hentede John Faxe Jensen og Michael Laudrup Wieghorst tilbage til Danmark på en såkaldt fri transfer. Han opnåede herefter stor popularitet som en altid hårdtarbejdende midtbanegeneral (og viceanfører) i Brøndby IF. Især blev han populær hos publikum, fordi han insisterede på at blive på banen, selv når han havde været ude hos klublægen Per Bjerregaard på sidelinjen for at få syet en flænge i øjenbrynet. De mange hovedstødsdueller gav ham mange skrammer, og de fleste Brøndby-fans vil huske 'Viggo' med bandage om hovedet, men i stadig benhård fight på midtbanen. Særligt vil man huske en ligakamp mod Farum Boldklub i 2002, hvor han med en blodig bandage om hovedet færdiggjorde 7-1-sejren og scorede 4 mål under vejs.
Han blev pokalmester med Brøndby i 2003.
I februar 2003 gjorde Wieghorst endnu en gang comeback for det danske landshold. I en venskabskamp mod Iran var der så megen støj på lægterne, at en Iransk landsholdsspiller troede, at dommeren havde fjøjtet første halvleg af, hvorefter han tog bolden op i hænderne i sit eget straffesparksfelt. Dommeren var tvunget til at fløjte for straffe til Danmark. Wieghorst konfererede med cheftræner Morten Olsen og brændte herefter sparket med vilje som tegn på god vilje og fairplay.
I maj 2004 fik Wieghorst en alvorlig knæskade i en kamp mod F.C. København. Han opnåede dog endnu et comeback i april 2005 og var således 2005 en del af det mandskab, som vandt 'The Double', mesterskabet og pokalturneringen i samme sæson.
I 2004 spillede Morten Wieghorst som næstformand for Spillerforeningen en stor rolle i arbejdet for de professionelle fodboldspilleres kontaktlige vilkår, Spillerforeningens ret til at 'sidde med ved bordet', når der skulle forhandles overenskomst. Han var en viljefast, men forsonlig stemme i bestræbelserne på at finde en forhandlingsløsning, som kunne afværge en spillerstrekje.

## Landsholdskarriere
Morten Wieghorst nåede 30 A-landskampe for Danmarks fodboldlandshold og scorede 3 mål.

## Trænerkarriere
I sommeren 2005 stoppede Wieghorst sin aktive karriere som fodboldspiller. Herefter blev han assistenttræner for FC Nordsjælland i 2005-06-sæsonen. Da Johnny Petersen blev afskediget, blev Wieghorst forfremmet til cheftræner for den efterfølgende sæson.

### AGF
Morten Wieghorst blev den 30. maj 2014 præsenteret som ny cheftræner i netop nedrykkede AGF. Wieghorst skrev under på en treårig aftale. Den 5. december 2015 blev han fyret grundet utilfredsstillende resultater.

### AaB
Den 2. januar 2017 blev det offentliggjort, at Morten Wieghorst havde skrevet under på en aftale frem til sommeren 2019, efter at Lars Søndergaard var blevet fyret fra sin stilling som cheftræner den 15. december 2016. I forbindelse med ansættelsen udtalte Wieghorst, at "Det glæder mig meget, at AaB har peget på mig som cheftræner, og jeg var ikke et øjeblik i tvivl om, at jeg var interesseret, da henvendelsen kom".
I 2017-18-sæsonen endte AaB på en 5. plads, hvilket opfyldte klubbens målsætniger. Klubben vandt dog over en periode på 12 kampe i efteråret blot én kamp, og han blev den 26. november 2018 fyret og blev for resten af efterårssæonen 2018 erstattet af assistenttræner Jacob Friis.

### Landsholdet
Da Kasper Hjulmand i 2020 blev ny landstræner for Danmarks fodboldlandshold, blev Wieghorst ansat som hans assistenttræner. I 2023 forlængede han sin kontrakt med DBU til 2026.
Da Hjulmand efter EM 2024 trak sig som landstræner, blev Wieghorst udnævnt til ny landstræner på en kort kontrakt for resten af 2024. Wieghorst nåede aldrig at stå i spidsen for landsholdet, da han den 26. august 2024 blev sygemeldt med stress, hvorfor Lars Knudsen måtte overtage jobbet som vikarierende landstræner. I september 2024 blev han raskmeldt, men fungerede i de følgende to landskampe som assitent for Knudsen. Den 24. oktober 2024 blev Brian Riemer ansat som ny permanent landstræner, og det blev i den forbindelse offentliggjort, at Wieghorst ville fortsætte som Riemers assistent sammen med Daniel Agger.

## Hæder
- Valgt til Årets hold 2003.
- Valgt som Årets Fodboldspiller i Danmark.

## Titler

### Spiller
- 1990: Dansk pokalmester for Lyngby Boldklub
- 1992: Dansk mester for Lyngby Boldklub
- 1995: Confederations Cup 1995 for Danmark
- 1998: Skotsk mester med Celtic FC
- 2003: Dansk pokalmester for Brøndby IF
- 2005: Dansk pokalmester og dansk mester for Brøndby IF

### Træner
- 2009-2010 Pokalvindere med FC Nordsjælland
- 2010-2011 Pokalvindere med FC Nordsjælland